# Adidas Brazuca

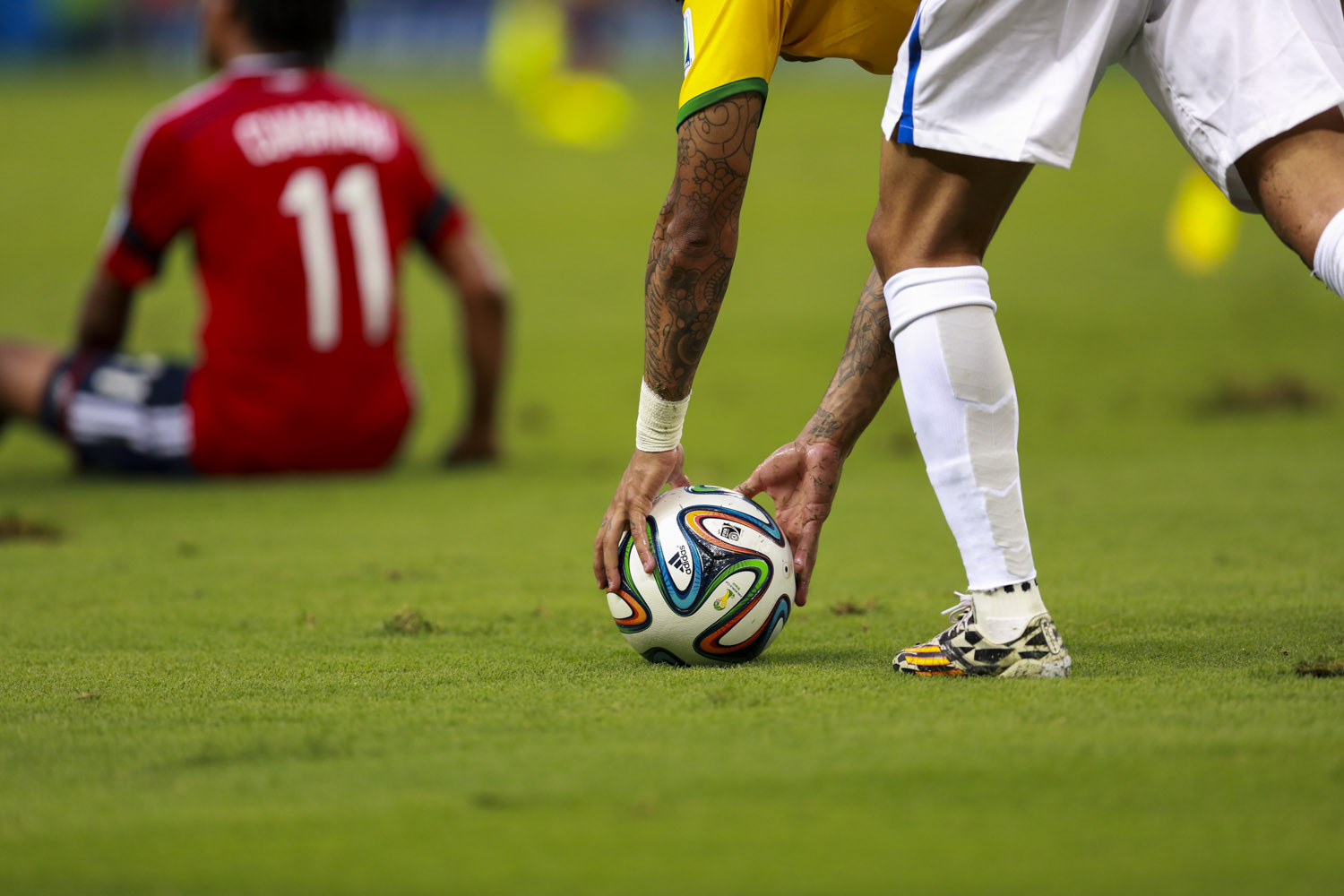
A bola Adidas Brazuca sendo usada nas quartas de final da Copa do Mundo FIFA de 2014 entre Brasil e Colômbia.

Adidas Brazuca é a bola de futebol utilizada na Copa do Mundo FIFA de 2014, realizada em 12 cidades do Brasil. A bola foi produzida pela Adidas.
A FIFA, o Comitê Organizador Local e a Adidas revelaram no dia 2 de setembro de 2012 o nome oficial da bola, que foi escolhido após uma votação que contou com a participação de mais de um milhão de torcedores brasileiros, na qual "Brazuca" atingiu 77,8% do voto do público, contra 14,6% de "Bossa Nova" e 7,6% de "Carnavalesca". Essa foi a primeira vez em que os torcedores estiveram diretamente envolvidos na escolha do nome da bola da Copa do Mundo da FIFA.
De acordo com a FIFA, "Brazuca é um termo informal, utilizado pelos brasileiros para descrever o orgulho nacional pelo estilo de vida do país. Simboliza emoção, orgulho e boa vontade com todos, de forma semelhante à abordagem local ao futebol".
No dia 4 de dezembro de 2013 Brazuca foi oficialmente apresentada na cidade do Rio de Janeiro.
|                  | Padrão aprovado pela FIFA | Medições Brazuca       |
| ---------------- | ------------------------- | ---------------------- |
| Circunferência   | 68.5–69.5 cm              | 69.0 ± 0.2 cm          |
| Absorção de água | ≤ 10% aumento de peso     | ~ 0.2% aumento de peso |
| Peso             | 420–445 g                 | 437 ± 0.2 g            |
| Teste de rebote  | 135–155 cm                | ~ 141 cm               |
| Perda de pressão | ≤ 20%                     | ≤ 7%                   |

## Adidas Brazuca Final Rio
Uma versão especial da Brazuca, denominada Brazuca Final Rio, foi usada na grande final da Copa. O nome da bola foi inspirado na cidade do Rio de Janeiro, que sediou a final. A bola tem contornos dourados e verdes, inspirados no troféu da competição. Esta é a terceira bola produzida exclusivamente para uma final. A primeira foi a Adidas + Teamgeist Berlin, derivada da Adidas Teamgeist, criada para a Copa do Mundo de 2006 e a segunda foi a Jo'Bulani, derivada da Adidas Jabulani, criada para a Copa do Mundo de 2010.